# Équipe de Tchéquie des moins de 20 ans de football
Maillots
L'équipe de Tchéquie des moins de 20 ans ou Tchéquie U20 est une sélection de footballeurs de moins de 20 ans au début des deux années de compétition placée sous la responsabilité de la Fédération de République tchèque de football. Elle succède à la sélection des moins de 20 ans de Tchécoslovaquie en tant qu'héritière principale. Elle n'a jusqu'à présent jamais été titrée au niveau continental ou mondial, disputant tout de même une finale de Coupe du monde en 2007 et une finale de championnat d'Europe quatre ans plus tard.

## Palmarès
- Championnat d'Europe
  - Finaliste  : 2001 , 2011

- Coupe du monde
  - Finaliste : 2007

## Compétitions internationales

### Résultats en Coupe du monde de football des moins de 20 ans
| Édition | Résultat                     | J                            | G                            | N                            | P                            | BP                           | BC                           | Dif                          |
| ------- | ---------------------------- | ---------------------------- | ---------------------------- | ---------------------------- | ---------------------------- | ---------------------------- | ---------------------------- | ---------------------------- |
| 1977    | Membre de la Tchécoslovaquie | Membre de la Tchécoslovaquie | Membre de la Tchécoslovaquie | Membre de la Tchécoslovaquie | Membre de la Tchécoslovaquie | Membre de la Tchécoslovaquie | Membre de la Tchécoslovaquie | Membre de la Tchécoslovaquie |
| 1979    | Membre de la Tchécoslovaquie | Membre de la Tchécoslovaquie | Membre de la Tchécoslovaquie | Membre de la Tchécoslovaquie | Membre de la Tchécoslovaquie | Membre de la Tchécoslovaquie | Membre de la Tchécoslovaquie | Membre de la Tchécoslovaquie |
| 1981    | Membre de la Tchécoslovaquie | Membre de la Tchécoslovaquie | Membre de la Tchécoslovaquie | Membre de la Tchécoslovaquie | Membre de la Tchécoslovaquie | Membre de la Tchécoslovaquie | Membre de la Tchécoslovaquie | Membre de la Tchécoslovaquie |
| 1983    | Membre de la Tchécoslovaquie | Membre de la Tchécoslovaquie | Membre de la Tchécoslovaquie | Membre de la Tchécoslovaquie | Membre de la Tchécoslovaquie | Membre de la Tchécoslovaquie | Membre de la Tchécoslovaquie | Membre de la Tchécoslovaquie |
| 1985    | Membre de la Tchécoslovaquie | Membre de la Tchécoslovaquie | Membre de la Tchécoslovaquie | Membre de la Tchécoslovaquie | Membre de la Tchécoslovaquie | Membre de la Tchécoslovaquie | Membre de la Tchécoslovaquie | Membre de la Tchécoslovaquie |
| 1987    | Membre de la Tchécoslovaquie | Membre de la Tchécoslovaquie | Membre de la Tchécoslovaquie | Membre de la Tchécoslovaquie | Membre de la Tchécoslovaquie | Membre de la Tchécoslovaquie | Membre de la Tchécoslovaquie | Membre de la Tchécoslovaquie |
| 1989    | Membre de la Tchécoslovaquie | Membre de la Tchécoslovaquie | Membre de la Tchécoslovaquie | Membre de la Tchécoslovaquie | Membre de la Tchécoslovaquie | Membre de la Tchécoslovaquie | Membre de la Tchécoslovaquie | Membre de la Tchécoslovaquie |
| 1991    | Membre de la Tchécoslovaquie | Membre de la Tchécoslovaquie | Membre de la Tchécoslovaquie | Membre de la Tchécoslovaquie | Membre de la Tchécoslovaquie | Membre de la Tchécoslovaquie | Membre de la Tchécoslovaquie | Membre de la Tchécoslovaquie |
| 1993    | Membre de la Tchécoslovaquie | Membre de la Tchécoslovaquie | Membre de la Tchécoslovaquie | Membre de la Tchécoslovaquie | Membre de la Tchécoslovaquie | Membre de la Tchécoslovaquie | Membre de la Tchécoslovaquie | Membre de la Tchécoslovaquie |
| 1995    | Non qualifiée                |                              |                              |                              |                              |                              |                              |                              |
| 1997    | Non qualifiée                |                              |                              |                              |                              |                              |                              |                              |
| 1999    | Non qualifiée                |                              |                              |                              |                              |                              |                              |                              |
| 2001    | Quart de finale              | 5                            | 2                            | 1                            | 2                            | 5                            | 5                            | 0                            |
| 2003    | Premier tour                 | 3                            | 0                            | 2                            | 1                            | 2                            | 3                            | -1                           |
| 2005    | Non qualifiée                |                              |                              |                              |                              |                              |                              |                              |
| 2007    | Finale                       | 7                            | 2                            | 4                            | 1                            | 10                           | 8                            | +2                           |
| 2009    | Huitième de finale           | 4                            | 2                            | 2                            | 0                            | 7                            | 5                            | +2                           |
| 2011    | Non qualifiée                |                              |                              |                              |                              |                              |                              |                              |
| 2013    | Non qualifiée                |                              |                              |                              |                              |                              |                              |                              |
| 2015    | Non qualifiée                |                              |                              |                              |                              |                              |                              |                              |
| 2017    | Non qualifiée                |                              |                              |                              |                              |                              |                              |                              |
| Total   |                              | 19                           | 6                            | 9                            | 4                            | 24                           | 21                           | +3                           |